# レナ (画像データ)

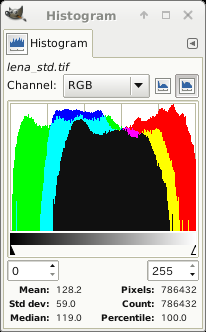
lena_std.tif のRGB別ヒストグラム（対数表示）。ダイナミックレンジが、赤は低い方に広がっておらず、緑は高い方に広がっていない。青に至ってはその両方となっている

レナ（LennaまたはLena）は、1973年から2010年代後半までにわたり、画像処理の分野で広く使用されていた標準的なテスト画像である。
この画像は、『プレイボーイ』1972年11月号のセンターフォールドから切り取られたもので、写真家ドワイト・フッカーが撮影したスウェーデン人モデル、レナ・ソーダバーグの写真である。本名の綴りは"Lena"であるが、この綴りでは「リーナ」と読まれる恐れがあるとして、「レナ」と発音してもらうためにモデル本人の希望で同誌では"Lenna"とnが一文字多く綴られていた。

## 歴史
「レナ」以前にも、画像処理アルゴリズムの説明に『プレイボーイ』誌の画像が使われたことがある。1961年、ローレンス・ロバーツは、『プレイボーイ』1960年7月号に掲載されたプレイメイトのテディ・スミス(Teddi Smith)の写真を6ビット・グレースケールでスキャンしたものを、画像ディザリングに関するMITの修士論文に使用した。
高解像度のカラー画像処理の研究を目的として「レナ」の画像を初めて使用したときの様子が、IEEE Professional Communication Societyのニュースレターの2001年5月号に掲載されたジャミー・ハッチンソン(Jamie Hutchinson)の記事で紹介されている。
アレクサンダー・サウチャック(Alexander Sawchuk)によると、1973年の6月か7月、当時南カリフォルニア大学の信号画像処理研究所(SIPI)の電気工学の助教授だった彼は、大学院生やSIPIの実験室長とともに、同僚が学会で発表する論文に載せる画像をスキャンするために実験室中を探していたという。1960年代初頭にテレビの標準化に携わっていた頃から使っていた、いつものテスト画像に飽きていたのである。彼らは、ダイナミックレンジを確保するために光沢のあるもの、そして人間の顔が写ったものを欲していた。その時、たまたま『プレイボーイ』の最新号を持ってきた人がいた。
そこで、ミュアヘッドのワイヤフォトスキャナのドラムに巻き付けられるように、センターフォールドの上3分の1を切り取った。このスキャナには、アナログ・デジタルコンバータ（赤、緑、青の各チャンネルに1個ずつ）とヒューレット・パッカード社の2100ミニコンピュータが搭載されていた。ミュアヘッドの解像度は1インチあたり100本と決まっており、512×512の画像が欲しかったので、写真の上部5.12インチに限定してスキャンし、被写体の肩の部分で切り取られた。
このときスキャンされた画像は、コンピュータの歴史の中で最も使われた画像の一つとなった。IEEE Transactions on Image Processingの1999年版において、この画像は別の著者の3つの記事で使用されていた。この画像は、21世紀の初めまで科学雑誌に掲載され続けた。1997年に開催されたIS&T(Society for Imaging Science and Technology)の第50回年次大会にレナ・ソーダバーグ本人がゲストとして参加したほど、「レナ」は画像処理業界で広く受け入れられている。電子画像処理でのこの写真の使用は、「明らかに（その）歴史の中で最も重要な出来事の一つ」と評されている。IEEE ICIP 2015の晩餐会にもレナ・ソーダバーグがゲストとして招かれ、スピーチを行った後、最優秀論文賞の授賞式のプレゼンターを務めた。
「レナ」がなぜ人気があるのかについて、IEEE Transactions on Image Processingの編集長のデヴィッド・C・マンソン(David C. Munson)は、この画像にはディテール、平坦な領域、陰影、テクスチャーがあり、良いテスト画像であるからだと指摘した。一方で、この画像が人気を博したのは、男性優位のこの分野において、魅力的な女性の画像が男性にアピールしたことが大きいとも述べている。
『プレイボーイ』誌は、自社の素材の違法な使用の取り締まりを行っており、「レナ」を使用した研究出版物や雑誌に対しても、当初は警告を出していた。しかし、時間の経過とともに、この画像が広く使用されていることを黙認することにした。『プレイボーイ』のニューメディア担当ヴァイス・プレジデントのアイリーン・ケントは、「これは現象なので、利用すべきだと判断しました」と述べている。

## 批判
この画像の使用について、『プレイボーイ』誌が「（一部の人には）女性を卑下していると見られている」ことや、この画像の使用は科学分野における性差別の一例であり、ジェンダーの固定観念を強化しているとして、論争を巻き起こした。
応用数学者のダイアン・P・オリリーは、計算機科学の分野で男性が優位な理由について1999年に書いたエッセイの中で、次のように述べている。
画像処理の講義で使用される暗示的な画像（中略）は、その講義が男性のみを対象としているというメッセージを伝えている。例えば、「レナ」のピンナップ画像が、今でも講義で例として使われたり、雑誌にテスト画像として掲載されたりしているのは驚きである。
UCLAの数学教授のディアナ・ニードルは、学生のときに「レナ」の画像の使用で嫌な思いをしたことから、2012年の圧縮センシングに関する論文で、男性モデルのファビオ・ランツォーニの写真を（許可を得て）テスト画像として使用した。
2015年、バージニア州フェアファックス郡にあるマグネット・スクールであるトマス・ジェファーソン科学技術高校でテスト画像としてこの画像が使われたことについて、計算機科学を志す女子学生への有害な影響についての同校の3年生の女子生徒による論説が『ワシントン・ポスト』に掲載された。
2017年、Journal of Modern Optics誌は、「『レナ』の代替について」(On alternatives to Lenna)という記事を掲載し、特徴空間において「レナ」に合理的に近いとする3つの画像（Pirate、Cameraman、Peppers）の使用を推奨した。
2018年、『ネイチャー ナノテクノロジー』誌は、「レナ」を使用した論文は査読しないと発表した。同年、『オプティカル・エンジニアリング』誌を発行する国際光工学会(SPIE)も、「レナ」画像の使用を控え、その使用を正当化する説得力のある科学的理由がない場合は「レナ」画像を含む新規投稿を査読しないと発表した。『オプティカル・エンジニアリング』は、1991年7月号の表紙にこの画像を掲載していたため、『プレイボーイ』から著作権侵害の可能性を指摘されていた。
レナ・ソーダバーグ本人は、2019年11月に北米で公開された『Losing Lena』という「レナ」画像の使用の中止を呼びかける短編ドキュメンタリーの中で、「私はずっと前にモデルを引退しました。そろそろ技術からも引退したいと思います」と語っている。一方で、同年1月のインタビューでは、より良い報酬を得られれば良かったと思いつつも「あの写真をとても誇りに思っている」と語っている。